# Juan Antonio González Iglesias
Juan Antonio González Iglesias (Salamanca, 1964) és un poeta espanyol en llengua castellana. És professor titular de Filologia Clàssica a la Universitat de Salamanca.
Ha publicat els següents títols:
- La hermosura del héroe (Premi Vicente Núñez 1993)
- Esto es mi cuerpo (1997)
- Vayamos hacia el norte aunque sea dando la vuelta por el sur (2001)
- ¿Qué consideración no merecen quienes han cometido atentados contra la belleza del mundo? (2002)
- Un ángulo me basta (IV Premi Internacional de Poesia Generació del 27, 2002)
- Eros es más (XIX Premi Loewe, 2006)
- Del lado del amor (Poesía reunida 1994-2009)